# Matt Lampson
Matt Lampson (Cleveland, 6 settembre 1989) è un ex calciatore statunitense, di ruolo portiere.